# Bishanopliosaurus
Bishanopliosaurus es un género de plesiosauro. La especie tipo es B. youngi, ha sido descripta a partir de los restos encontrados en la Formación Ziliujing de China. Se puede diferenciar por las costillas bifurcadas de su sacro. Inusualmente, parece ser un plesiosauro de agua dulce. Una segunda especie, B. zigongensis, es conocida por la formación de Xiashaximiao, un poco más tardía.

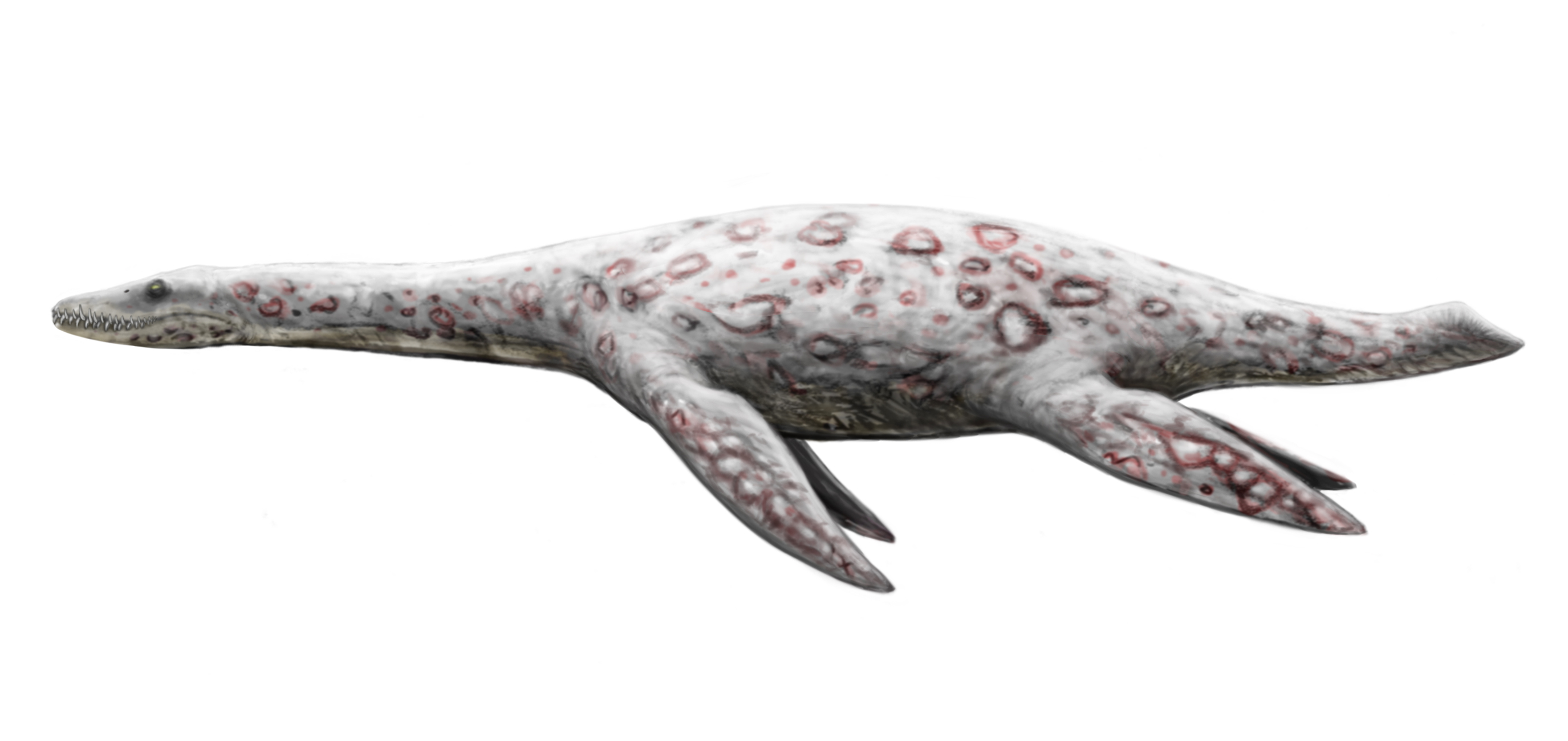
Representación de su aspecto.